# Nādol
Nādol är en ort i Indien.   Den ligger i distriktet Pāli och delstaten Rajasthan, i den nordvästra delen av landet, 500 km sydväst om huvudstaden New Delhi. Nādol ligger 322 meter över havet och antalet invånare är 9 020.
Terrängen runt Nādol är platt. Runt Nādol är det tätbefolkat, med 257 invånare per kvadratkilometer. Närmaste större samhälle är Rāni, 14,9 km väster om Nādol. Trakten runt Nādol består till största delen av jordbruksmark.